# Фурман, Григорий Вениаминович
Григо́рий Вениами́нович (Герш Беньями́нович) Фу́рман (1883, Кишинёв, Бессарабская губерния — 1962, Ленинград) — советский дирижёр, первый дирижёр Ленинградского театра музыкальной комедии (1929—1962).

## Биография
Родился в 1883 году в Кишинёве, в семье Беньямина (Бенюмина) Ицек-Срулевича Фурмана (из Городка Каменец-Подольского уезда Подольской губернии) и Ривки Арон-Гершевны Фурман. Окончил училище Русского музыкального общества в Кишинёве по классу фагота у Якова Бурштейна и по специальной теории музыки — у композитора, основателя и директора училища — В. И. Ребикова (проходил обучение в 1899—1903 годах, окончив полный курс с аттестатом 1-й степени).
Окончил Санкт-Петербургскую консерваторию по классу специальной инструментовки Н. А. Римского-Корсакова в 1907 году. По некоторым источникам, работал музыкальным редактором в издательской фирме Бесселя.
После революции был главным дирижёром в театре музкомедии М. Ксендзовского и А. Феоны на Невском проспекте, № 56, а после его слияния с гастролировавшей в Ленинграде труппой Харьковского театра музыкальной комедии стал первым дирижёром Ленинградского театра музыкальной комедии, где работал на протяжении нескольких десятилетий (главный дирижёр в 1929—1948 годах). Под его руководством театр выпускал премьеры даже во время блокады Ленинграда. После снятия блокады был назначен заместителем директора фронтового ансамбля молдавской музыки и танца «Дойна». Награждён медалью «За оборону Ленинграда» (1943).
В 1994 году были обнаружены хранившиеся в семье Григория Фурмана клавир заключительного хора И. Ф. Стравинского к «Хованщине» М. П. Мусоргского (1913), прежде считавшийся утерянным, и партитура оперы Н. А. Римского-Корсакова «Кащей Бессмертный» (1902).
Среди постановок Г. В. Фурмана — оперетты «Сильва» И. Кальмана (1940), «Катерина» («Солдатская жёнка») Н. Тимофеева (1940), «Гаспарон» К. Миллёкера (1948).
Похоронен на Ново-Волковском кладбище Санкт-Петербурга.

## Семья
Младший брат — гобоист и музыкальный педагог Михаил (Мордхай) Вениаминович Фурман (1893—1969), выпускник Санкт-Петербургской консерватории, музыкант оперного театра Франкфурта-на-Майне и Франкфуртского симфонического оркестра (до 1935 года), позже оркестров Бухарестского радио и с 1940 года Молдавского радиокомитета, затем Государственного симфонического оркестра Украины в Киеве (1951—1955), преподавал в Киевской государственной консерватории.